# Peter Van Hooke
Peter Van Hooke (Londra, 22 aprile 1950) è un musicista inglese.
Peter Van Hooke è un batterista che ha militato in diverse band, in particolare nei Mike + The Mechanics, ed è stato a lungo membro della band di Van Morrison.

## Discografia
- 1993 - Rhythms, Grooves, and Riffs